# Afrogecko plumicaudus
Afrogecko plumicaudus là một loài thằn lằn trong họ Gekkonidae. Loài này được Haacke mô tả khoa học đầu tiên năm 2008.